# Diver Point
Der Diver Point ist eine Landspitze an der Nordküste von Bird Island vor der nordwestlichen Spitze Südgeorgiens.
Das UK Antarctic Place-Names Committee benannte sie 1976 nach dem Breitschnabel-Sturmvogel (Pelecanoides georgicus, englisch South Georgia diving petrel), zu dessen Brutgebieten die Landspitze gehört.